# Бакрадзе Валеріан Мінайович
Валеріан Мінайович Бакрадзе (груз. ვალერიან ბაქრაძე; 18 вересня 1901, село Сева Рачинського повіту Кутаїської губернії, тепер Республіка Грузія — 3 квітня 1971, місто Тбілісі, тепер Республіка Грузія) — радянський грузинський державний діяч, голова Ради міністрів Грузинської РСР. Член Бюро ЦК КП(б) Грузії у 1934—1953 роках. Кандидат у члени ЦК ВКП(б) у 1939—1954 р. Депутат Верховної Ради СРСР 1—3-го скликань (1937—1954).

## Життєпис
Народився в родині робітника-вибійника Чіатурських марганцевих рудників Міни Семеновича Бакрадзе. Мати була домогосподинею-селянкою в селі Сева. З 1909 по 1911 рік навчався в сільській однокласній початковій школі в селі Сева.
У грудні 1911 — листопаді 1914 року — учень-підручний столяра, а у листопаді 1914 — січні 1917 року — столяр столярної майстерні Керера в місті Тифлісі. У січні 1917 — січні 1918 року — столяр столярної майстерні розподільного пункту в Тифлісі. У січні 1918 — лютому 1919 року — селянин в родинному господарстві у селі Сева.
У лютому 1919 — квітні 1920 року — рядовий 1-го полку Грузинської національної армії в Тифлісі. У квітні 1920 — березні 1921 року — хворів, жив у родичів у селі Сева.
У березні 1921 — січні 1923 року — старшина ескадрону 1-го Грузинського кавалерійського полку окремої кавалерійської бригади 11-ї армії РСЧА в Тифлісі. Брав участь у бойових діях проти грузинських антирадянських повстанців у Кахетії та Хевсуретії.
Член РКП(б) з червня 1921 року.
У лютому 1923 — березні 1924 року — начальник Душетської районної міліції. У березні — жовтні 1924 року — секретар Душетського повітового комітету КП(б) Грузії в селі Мухрані.
У жовтні 1924 — травні 1925 року — слухач річних курсів повітових партійних працівників при ЦК ВКП(б) у Москві.
У травні — серпні 1925 року — секретар Базалетського районного комітету КП(б) Грузії, завідувач організаційного відділу Душетського повітового комітету КП(б) Грузії, у серпні 1925 — вересні 1928 року — відповідальний секретар Душетського повітового комітету КП(б) Грузії.
У вересні 1928 — серпні 1929 року — інструктор ЦК КП(б) Грузії по роботі на селі.
У серпні 1929 — липні 1930 року — відповідальний секретар Кахетинського окружного комітету КП(б) Грузії в селі Гурджаані.
У серпні 1930 — листопаді 1931 року — слухач курсів марксизму-ленінізму при ЦК ВКП(б) у Москві та слухач Інституту історії партії, закінчив тільки перший курс.
У листопаді 1931 — січні 1934 року — завідувач відділу агітації і масових кампаній ЦК КП(б) Грузії в Тифлісі.
У січні — червні 1934 року — начальник Політичного сектора машинно-тракторних станцій (МТС) Народного комісаріату землеробства Грузинської РСР.
У червні — жовтні 1934 року — голови виконавчого комітету Тифліської міської ради.
30 грудня 1934 — липень 1937 року — 2-й секретар ЦК КП(б) Грузії.
З 9 липня 1937 до 18 грудня 1946 року — голова Ради народних комісарів (з 9 квітня 1946 року — Ради міністрів) Грузинської РСР. Звільнений із посади «через стан здоров'я і необхідність тривалого лікування».
З березня 1947 по 6 квітня 1952 року — заступник голови Ради міністрів Грузинської РСР, одночасно з квітня 1947 по 6 квітня 1952 року — міністр смакової (харчової) промисловості Грузинської РСР.
6 квітня 1952 — 15 квітня 1953 року — 1-й заступник голови Ради міністрів Грузинської РСР.
16 квітня — 20 вересня 1953 року вдруге займав пост голови Ради міністрів Грузинської РСР, одночасно був міністром легкої та харчової промисловості.
У серпні — жовтні 1953 року — керуючий тресту «Грузшовкопром». У жовтні 1953 — травні 1954 року — хворів, не працював. З травня 1954 року — директор Цителхевського винного заводу об'єднання «Самтрест» Маяковського району Грузинської РСР.
Потім — на пенсії в місті Тбілісі. Помер в Тбілісі 3 квітня 1971 року.

## Нагороди
- три ордени Леніна
- орден Вітчизняної війни 1-го ст.
- орден Червоного Прапора
- медалі